# ایرینا پتروسکو
ایرینا پتروسکو (رومانیایی: Irina Petrescu؛ ‏ ۱۹ ژوئن ۱۹۴۱ – ۱۹ مارس ۲۰۱۳) بازیگر اهل رومانی بود.
از فیلم‌هایی که وی در آن نقش داشته‌است، می‌توان به مدیر منابع انسانی و از میان خاکسترهای امپراتوری اشاره کرد.